# Nedre justitierevisionen
Nedre justitierevisionen var ett organ som förberedde ärenden för Justitierevisionen inom Sveriges riksråd och senare Högsta domstolen. Nedre justitierevisionen upphörde som ett separat ämbetsverk år 1972 och ersattes av Högsta domstolens kansli. Benämningen "nedre" anspelar på den övre justitierevisionen, som utgjordes av den i revisionssaker dömande avdelningen av riksrådet.

## Historik
1663 föreslog riksdrotsen Per Brahe den yngre att en "deputation" skulle inrättas inom rikskansliet för att bereda revisionsärenden riksrådet. "Revision" är en äldre term för överprövandet av hovrättsdomar. Deputationen kom mot slutet av 1600-talet att bli en permanent inrättning med beteckningen Revisionskansliet, från 1713 Revisionsexpeditionen, och från mitten av 1700-talet Kungl. Maj:ts nedre justitierevision.
Chef var högste ombudsmannen 1713-1719 och justitiekanslern 1719-1840. Åren 1801-1809 var Nedre Justitierevisionen ett från kansliet skilt ämbetsverk under chefskap av riksdrotsen, som dock samtidigt innehade justitiekanslersämbetet. Från 1840 var justitiestatsministern, det vill säga statsrådet och chefen för Justitiedepartementet, också chef för Nedre justitierevisionen.
Enligt instruktion från 16 december 1901, med ändring 13 oktober 1905, beredde Nedre justitierevisionen alla ärenden, som förekom i Högsta domstolen, samt vissa justitieärenden, som avgjordes av Kungl. Maj:t i statsrådet, nämligen frågor om nåd i brottmål, om lejd och om andra dispenser eller tillåtelser, vilka efter allmän lag med mera skulle beslutas i statsrådet.
Högst i karriärtrappan i Nedre justitierevisionen var ordinarie revisionssekreterare, därnäst konstituerade revisionssekreterare, protokollssekreterare, registrator och slutligen kanslist. 